# Gaspar de la Cerda
Pour les articles homonymes, voir De la Cerda.
Gaspar de la Cerda Sandoval Silva y Mendoza (11 janvier 1653 — 12 mars 1697) est le vice-roi de la Nouvelle-Espagne du 20 novembre 1688 au 26 février 1696.